# Нова књига о ратној вештини
Нова књига о ратној вештини (кин: 紀效新書, чита се Чи Сјао Шиншу, дословно значи Нова књига), кинески војни уџбеник написан у другој половини 16. века.

## Историја
Књигу је написао Чи Чикуанг (1528–1588), један од најславнијих војсковођа династије Минг. Прво издање, у 18 поглавља, објављено је 1560. године. Друго издање објављено је 1584. године.

### О аркебузама
У време када је књига написана (1560), аркебузе су у Кини биле ново оружје, усвојено током борби против јапанских пирата крајем 1540-их. Чи је био један од раних присталица замене лукова и стрела аркебузама. У књизи је написао: 
„[Аркебуза] се разликује од било које друге од многих врста ватреног оружја. По снази може да пробије оклоп. У прецизности може да погоди центар мете, чак и да пробије новчић, и то не само за изузетне стрелце. . . . Аркебуза [птичија пушка] је тако моћно оружје и толико је прецизно да се чак ни лук и стрела се не може мерити са њим, и . . . ништа није тако јако да заштити од ње."
У првом издању из 1560 написао је:
„Сви мускетари, када се приближе непријатељу, не смеју опалити прерано, и није им дозвољено да испале сви одједном, [јер] кад се непријатељ тада приближи, неће бити довољно времена за пуњење оружја, а често ово лоше управљање кошта животе многих људи. Дакле, кад год дође до непријатеља на удаљености од стотину корака, они [мускетари] треба да чекају док не чују звиждук бамбусове пиштаљке, а онда се распореде испред трупа, при чему сваки вод ставља испред себе по једно одељење. Они [чланови тима мускетара] чекају док не чују да је њихов вођа опалио, па тек онда смеју да пуцају."
„Сваки пут када чују трубу, они пуцају једном, распоређени у редове (слојеве) по шеми коју су научили. Ако труба настави да труби без престанка, онда им је дозвољено да пуцају сви заједно док не испразне пушке, и није потребно [у овом случају] да се деле на слојеве (редове)."
„Када се непријатељ приближи на 100 корака, слушајте док ваш командант не опали једном, а онда сваки пут када се затруби аркебузири пуцају по један слој (ред). Један за другим, пет тонова рога и пет слојева ватре. Када ово учине, слушају ударање бубња, на који онда један вод  [наоружан хладним оружјем] излази напред, стајући испред аркебузира."
У другом издању (1584) написао је:
„Свако одељење има десет мускета. Може се поделити на два слоја, при чему сваки слој има пет мускета. Или га можете поделити на пет слојева, при чему сваки слој има две мускете. Или се уопште не мора поделити, стављајући десет мускета све у један ред."
„Сачекајте док се не да сигнал лицем-према-непријатељу, и затим, било иза дрвених ограда, или са ивице опкопа, или са палисаде, [они] отварају ватру на непријатеља, пуцајући наизменично. Они који су празни поново пуне; они који су напунили пуцају. Док ови који су пуцали пуне, они који су пуни пуцају опет. Тако цео дан неће престати паљба, и не сме бити пуцања до исцрпљења [муниције]...."
Да би олакшао обуку за пуњење аркебузе, Чи је саставио песмицу која у стиховима објашњава правилно пуњење пушке у 12 корака:
Један, очисти пушку.
Два сипај барут.
Три набиј барут.
Четири убаци куглицу.
Пет набиј куглицу.
Шест стави папир (чеп).
Седам набиј папир.
Осам отвори поклопац.
Девет сипај прах.
Десет затвори поклопац чанка,
и стегни фитиљ.
Једанаест слушај сигнал,
Затим отвори поклопац чанка.
Нишанећи на непријатеља,
дигни пушку и пуцај.

### О војној обуци
„Ако су у мирнодопским условима борилачке вештине сто посто, али у борби се постиже само педесет посто, онда се то може рачунати као успех, а ако неко постигне осамдесет посто, онда нема непријатеља на земљи (ко се може супротставити таквом). Али никада није било (војске) у стању да покаже сто посто мирнодопске вештине (и обуке) на бојном пољу и одговарајућу сталоженост, лакоћу и живахност. Изрека каже: „Кад дође време за борбу, учење је заборављено."